# 지오메트리 셰이더
지오메트리 셰이더(geometry shader)는 그래픽 처리 장치(GPU)에 의해 수행되는 셰이더 프로그램 중의 하나이다.

## 기능
지오메트리 셰이더는 버텍스 셰이더에서는 할 수 없는 점이나, 선, 삼각형 등의 도형을 생성할 수 있는 기능이 있다.
지오메트리 셰이더 프로그램은 버텍스 셰이더가 수행되고 난 뒤에 수행된다. 지오메트리 셰이더 프로그램은 버텍스 셰이더를 거쳐온 도형 정보를 입력받는데, 예를 들어 정점 3개가 지오메트리 셰이더에 들어오면, 셰이더는 정점을 모두 없앨 수도 있고 더 많은 도형을 만들어 내보낼 수도 있다. 지오메트리 셰이더를 지나간 도형 정보는 레스터라이즈를 거친 뒤 픽셀 셰이더를 통과하게 된다.
지오메트리 셰이더는 테셀레이션이나 그림자 효과, 큐브 맵을 한번의 처리로 렌더링하는 데에 주로 쓰인다.

## 프로그래밍
지오메트리 셰이더는 어셈블리어나, Cg, HLSL, GLSL 등으로 프로그래밍할 수 있다. 지오메트리 셰이더는 DirectX 10 버전부터 시작되었으므로, DirectX10 버전 이상의 HLSL로만 프로그래밍 할 수 있다. OpenGL 은 3.2 이상부터 GLSL 로 프로그래밍 할 수 있다.

## 같이 보기
- 버텍스 셰이더
- 픽셀 셰이더
- 그래픽 파이프라인
- Direct3D
- OpenGL